# Daň z příjmů
Daň z příjmů je daň uložená fyzickým nebo právnickým osobám, která se liší v závislosti na příslušném příjmu nebo zisku (zdanitelný příjem). Daň z příjmu se obecně počítá jako součin daňové sazby a zdanitelného příjmu. V USA se sazby daně mohou lišit podle typu nebo vlastností daňového poplatníka. Sazba daně se může zvyšovat se zvyšováním zdanitelného příjmu (dále jen odstupňované nebo progresivní sazby). Daň uvalená na společnosti se nazývá daň z příjmu právnických osob a vybírá se paušální sazbou. Fyzické osoby jsou však zdaněny různými sazbami v závislosti na pásmu, do kterého spadají. Partnerské firmy jsou dále zdaňovány paušálně. Většina jurisdikcí osvobozuje místní charitativní organizace od daně. Kapitálové zisky mohou být zdaněny odlišnými sazbami než ostatní příjmy. Mohou být povoleny úvěry různých druhů, které snižují daň. Některé jurisdikce ukládají vyšší daň z příjmu nebo daň z alternativního základu nebo míry příjmu.
Zdanitelný příjem poplatníků s bydlištěm v jurisdikci je obecně celkový příjem snížený o náklady na výrobu a další odpočty. Obecně je do výnosů zahrnut pouze čistý zisk z prodeje majetku, včetně zboží drženého k prodeji. Příjem akcionářů korporace obvykle zahrnuje rozdělení zisku z korporace. Odpočty obvykle zahrnují veškeré produkční nebo obchodní náklady, včetně opravné položky na úhradu nákladů na obchodní aktiva. Mnoho jurisdikcí povoluje pro fyzické osoby pomyslné odpočty a může umožnit odpočet některých osobních nákladů. Většina jurisdikcí buď nezdaňuje příjmy získané mimo jurisdikci, nebo neumožňuje započítání daní zaplacených jiným jurisdikcím z těchto příjmů. Nerezidenti jsou zdaňováni pouze z určitých druhů příjmů ze zdrojů v jurisdikcích, až na několik výjimek.
Většina jurisdikcí vyžaduje sebehodnocení daně a vyžaduje, aby plátci některých typů příjmů sráželi daň z těchto plateb. Mohou být požadovány zálohy na daň od daňových poplatníků. Daňoví poplatníci, kteří včas nezaplatí dlužnou daň, obvykle podléhají značným pokutám, které mohou zahrnovat vězení pro fyzické osoby nebo zrušení právní existence účetní jednotky.

## Historie
Koncept daně z příjmu je moderní inovací. Předpokládá alespoň základní znalosti ekonomiky, výdajů a profitů a také řádné a spolehlivé chování společnosti.
Po velkou část historie lidské civilizace tyto podmínky neexistovaly. Daně byly založeny na jiných faktorech, jako bylo bohatství, pozice ve společnosti nebo výrobní prostředky. Praktikovalo se třeba odvádění desátků nebo obětování prvního ovoce. Tyto metody existovaly od starověku a můžeme je označit za předchůdce dané, ačkoliv postrádali preciznost a přesnost.

### První daně
První daň z příjmu se datuje z dob starověkého Egypta. V raných letech Římské republiky se daně odváděly podle majetku a vlastnictví. Sazba daně za normálních podmínek byla 1 %, jen někdy se dostala až na 3 %, například v dobách války. Tyto mírné daně byly odváděny v podobě pozemků, otroků, zvířat a jiného osobního vlastnictví. Čím více člověk vlastnil, tím větší daně platil.
V roce 10 našeho letopočtu, císař Wang Mang z Dynastie Sin zavedl bezprecedentní daň z příjmu, která činila 10 % profitu a platila pro profesionální dělníky. Císař byl sesazen o 13 let později, v roce 23 našeho letopočtu, a předchozí politika byla obnovena během dynastie Chan, která následovala.
Jednou z prvních zaznamenaných daní z příjmu byl Saladinův desátek, zavedený Jiřím II. v roce 1188 ve snaze získat peníze pro Třetí křížovou výpravu. Desátek vyžadoval, aby každý laik v Anglii a ve Walesu odváděl jednu desetinu svého příjmu a movitého majetku.

### Moderní éra

#### Spojené království
Počátek zavedení moderní daně z příjmu se standardně datuje na rok 1799, na návrh Henryho Beeka, budoucího bristolského děkana. Tato daň z příjmu byla zavedena ve Velké Británii ministrem Williamem Pittem mladším v rozpočtu na měsíc prosinec 1798. Popudem byla snaha zaplatit zbraně a vybavení pro vojáky bojující za velké francouzské revoluce. Pittova daň z příjmu začínala na 2 starých pencích u příjmů nad £60 (ekvivalent k dnešním £6 200 pro rok 2018) a zvyšovala se maximálně na 2 šilinky u příjmů nad £200. Pitt doufal, že díky nové dani by se mohlo vybrat £10 milionů za rok, ve skutečnosti se v roce 1799 vybralo jen něco málo přes £6 milionů.
Pittova daň z příjmů byla odváděna od roku 1799 do roku 1802, kdy byla zrušena Henrym Addingtonem v době Amienského míru. Addington se stal premiérem v roce 1801 po Pittově rezignaci. Addington daň z příjmů znovuzavedl v roce 1803, kdy znovu začaly spory s Francií, ale znovu ji zrušil v roce 1826 po bitvě u Waterloo. 
Ve Spojeném království Velké Británie a Irska byla daň z příjmů znovuzavedena Sirem Robertem Peelem, který v roce 1842 přišel s tzv. Income Tax Act. Peel, jakožto konzervativec, se ve volbách roku 1841 zavedení daně z příjmů bránil, ale stále se zvyšující výdaje ho donutili ji zavést. Daň se týkala příjmů nad £150 (ekvivalent k £13 870 v roce 2018 ).

#### Spojené státy
Federální vláda Spojených států amerických zavedla první daň z příjmů 5. srpna 1861, kdy potřebovala zaplatit válečné náklady z americké občanské války. Tato daň byla zrušena a nahrazenou jinou daní z příjmů v roce 1862.
První daň v období míru byla v důsledku Wilson-Gormanova sazebníku. Daň se skládala z 2 % u příjmů nad $4 000 (ekvivalent $116 000 dolarů v roce 2018), což znamenalo, že méně než 10 % domácností daně odvádělo. Účelem této daně bylo vyrovnat se se ztrátou příjmů, způsobenou snížením cel.
V roce 1913 se stala daň z příjmů trvalou, a to díky Šestnáctému dodatku ústavy Spojených států o dani z příjmu. Během fiskálního roku 1918, roční vnitřní příjmy poprvé překročily hranici miliardy dolarů, v roce 1920 stouply na 5,4 miliardy dolarů. Výška daní z příjmů se během let dramaticky odlišovala. Na začátku existence Spojených států amerických tvořily necelé 1 %, v průběhu druhé světové války to bylo až 90 % příjmu.

## Společné rysy
Byť se daňová pravidla velice liší, existují určité základní rysy společné pro většinu systémů daně z příjmu. Pro daňové systémy v Kanadě, Číně, Německu, Singapuru, Spojeném království a Spojených státech, platí většina níže uvedených principů.

### Daňoví poplatníci a jejich sazby
Fyzické osoby jsou často zdaňováni odlišnými sazbami než podniky. Daňové systémy v jiných zemích než v USA považují účetní jednotku za korporaci, pouze pokud je právně organizována jako korporace. Na majetek a svěřenecké fondy se obvykle vztahují zvláštní daňová ustanovení. Ostatní zdanitelné subjekty se obecně považují za partnerství. V USA se mnoho druhů subjektů může rozhodnout, že bude považováno za korporaci nebo partnerství. K partnerům se přistupuje tak, jako by se jejich příjmy, odpočty a kredity rovnaly jejich podílu na těchto položkách partnerství.
Od každého daňového poplatníka, který splňuje určitá minimální kritéria, se vyměřují samostatné daně. Mnoho systémů umožňuje ženatým osobám požádat o společný výměr daně, a také společný výměr pro skupiny podniků vlastněné místně organizovanou korporací, tedy nebude každému podniku vyměřena zvlášť, ale budou považovány za jeden subjekt.
Sazby daně se velmi liší. Některé systémy ukládají vyšší sazby na vyšší částky příjmu.

### Rezidenti a nerezidenti
Daně rezidentů se většinou liší od daní nerezidentů. Jen malé množství jurisdikcí nutí platit daně jiné nerezidenty, než ty se specifickými příjmy v rámci jurisdikce. U rezidentů ale obecně platí, že jejich veškeré příjmy, ať už byly vytvořeny kdekoli na světě, podléhají zdanění. Za rezidenta se u fyzických osob považuje ta osoba, která na území dané země pobývá déle než 183 dní.

### Definování příjmu
Většina systémů pro rezidenty definuje širokou škálu příjmů podléhající zdanění, ale u nerezidentů zdaňuje jen určité druhy příjmů. Druhy příjmů fyzických a právnických osob se od sebe mohou v různí míře lišit. Načasování uznání příjmů se může lišit typem daňového poplatníka nebo velikostí příjmu.
Příjem zahrnuje všechny druhy příjmů, které zajišťují příliv peněžních prostředků pro daňového poplatníka, to zahrnuje náhradu za služby, zisk z prodeje zboží, nabytí z nemovitosti, úroky, dividendy, nájemné, licenční poplatky, důchody a všechny ostatních položky. Mnoho systémů vylučuje z příjmů část nebo celou částku penzijního připojištění nebo jiné platby národního důchodového plánu.

### Povolené odpočty
Většina systémů daně z příjmu umožňuje rezidentům snížit hrubý příjem dle druhu podnikání a pomocí dalších typů odpočtů. Naopak, obecně řečeno, nerezidenti platí daň z většiny druhů hrubých příjmů společně s čistým příjem z podnikání vytvořeným v dané jurisdikci.
Výdaje vzniklé z podnikání, pronájmu, nebo jakékoli jiné příjmy vytvářející činnosti, se obvykle dají odečíst z daní, nicméně mohou zde existovat omezení na určité druhy výdajů nebo činností. Podnikatelské výdaje zahrnují širokou škálu nákladů vzniklých z dané podnikatelské činnosti. Daňová sleva (buďto formou kapitálového příspěvku, nebo odpisu) je většinou povolena při náhradě nákladů na pořízení majetku využitého pro podnikání. Pravidla pro přiznání kapitálového příspěvku se velice liší a často umožňují rychlejší náhradu nákladů než postupně během doby životnosti daného majetku.
Většina systémů umožňuje fyzickým osobám určité pomyslné odpočty nebo částku podléhající nulovému zdanění. Mnoho systémů navíc umožňuje odpočet některých druhů osobních výdajů, jako úrok z hypotéky nebo zdravotní výdaje.

### Podnikatelské zisky
Zdanitelný je pouze čistý příjem z podnikatelské činnosti, ať už je provozována fyzickými nebo právnickými osobami. Mnoho zemí vyžaduje po podnicích vyhotovení účetních závěrek, které poté musí být kontrolovány. Daňové systémy těchto zemí často definují zdanitelný příjem, jako příjem uvedený v těchto prohlášeních, a pokud možno, tak jen s malou možností úpravy. Některé jurisdikce počítají čistý příjem u některých druhů podnikání, jako danou procentuální část hrubých výnosů. Týká se to především poboček nerezidentů.

### „Kredity“
Většina systémů umožňuje rezidentům tzv. „kredity“ pro daně z příjmu placené v jiných jurisdikcích stejného druhu. To znamená, že kredity jsou povoleny na národní úrovni pro daně placené v jiných zemích. Mnoho systémů daní z příjmu umožňují další kredity rozdílných druhů, a takové kredity jsou často specifické pro danou jurisdikci.

### Alternativní daně
Některé jurisdikce, obzvláště pak Spojené státy, včetně mnoha jejich jednotlivých států a Švýcarsko, ukládají vyšší z běžných daní z příjmu nebo alternativní daň. Obecně se dá říct, že Švýcarsko a Spojené státy takovou daň ukládají jen korporacím a je založena na kapitálu nebo na podobném měřítku.

### Správa na úseku daní
Daň z příjmu se běžně vybírá dvěma způsoby: buďto srážkou daně přímo u zdroje příjmu, anebo prostřednictvím plateb od daňových poplatníků. Skoro všechny jurisdikce vyžadují od zaměstnavatelů, aby daň z příjmu z takovýchto plateb srazili. Objem, který má být sražen, je fixní procentuální část, kde sama daň je pevně daná. Případně může být objem, který má být sražen, stanoven daňovou správou, nebo samotným plátcem pomocí vzorců opět stanovených daňovou správou. Příjemci daní jsou obvykle povinni poskytnou plátci nebo daňové správě informace potřebné pro jeho určení. Sražení daně u zaměstnanců se často označuje jako „pay as you earn“, tedy „plaťte tak jak vyděláváte“.
Daně z příjmů zaměstnanců jsou často vybírány zaměstnavateli pomocí srážení daně. Takové výběry nezbytně nepředstavují konečný objem daně, jelikož po zaměstnanci může být žádáno, aby sloučil plat/mzdu s dalšími příjmy či odpočty, pro určení skutečné daně. Výpočet daně, která má být sražena, může být proveden buď daňovou správou, nebo zaměstnavatelem.
Většina systémů vyžaduje od těch, jejichž skutečná daň nemůže být plně určena pomocí daňové srážky, aby daň sami určili a zaplatili ji před, nebo až při jejím konečném určení. Určení samotným poplatníkem znamená, že daň musí sám spočítat a podat ji daňové správě. Některé státy poskytují daňovým poplatníkům předem vypočítané odhady, které pak mohou podle potřeby upravit.
Ta část plátců daní, která daně platí v plné výši, včas a dobrovolně (tedy bez toho, aniž by byli pokutováni, nebo vyzváni k doplacení daní), se anglicky nazývá tzv. „voluntary compliance rate“ – tedy volně přeloženo do češtiny „míra dobrovolného placení daní“. Tato míra je vyšší v USA než například v zemích jako Německo nebo Itálie. V zemích, kde je vysoce rozvinutý systém černého trhu, je tato míra mizivá a často ji nejde správně vypočítat.

### Státní, provinční a místní daně
V několika zemích s federálním státním zřízením jsou výběry daně z příjmu v gesci jednotlivých federálních subjektů. Mezi tyto země patří například Kanada, Německo, Švýcarsko a Spojené státy, kde provincie, kantony nebo státy určují daně odděleně. V úzké skupině zemí mohou i města určovat daň z příjmu. Takový systém může být sloučen, jako například v Německu, s výběrem daní na federální úrovni. V Quebecu a ve Spojených státech jsou federální a státní systémy výběru daní spravovány nezávisle a existují mezi nimi rozdíly v určení zdanitelného příjmu.

### Daně založené na mzdě
Daně vztahující se k důchodu, jako sociální zabezpečení nebo zdravotní pojištění, jsou také druhem daně z příjmu, byť tak obvykle nebývají označeny. V USA jsou tyto daně většinou stanovené v pevném poměru vůči mzdám nebo výdělkům ze samostatné výdělečné činnosti do určité maximální částky za rok. Tato daňová povinnost může být uložena zaměstnavateli, zaměstnanci, nebo oběma, ve stejném nebo rozdílném poměru.
Některé jurisdikce také ukládají daň vybíranou od zaměstnavatelů, na financování pojištění v nezaměstnanosti, zdravotní péče, nebo na podobné vládní programy.

## Daň z příjmů ve světě
Daň z příjmu se používá ve většině zemích světa. Daňové systémy se velmi liší a mohou být progresivní, proporcionální nebo regresivní, v závislosti na druhu daně. Porovnání daňových sazeb po celém světě je velmi obtížné. Daňové zákony jsou ve většině zemí velice složité a daňové zatížení se liší podle skupiny obyvatelstva.
Země, které zdaňují příjem většinou používají jeden ze dvou systémů, a to teritoriální nebo rezidenční. Teritoriální systém daní pouze místní příjmy. V rezidenčním systému jsou rezidenti zdaněni z celosvětového (místního i zahraničního) příjmu. Kromě toho velmi malé množství zemí, zejména Spojené státy, také zdaňují své nerezidentní občany z celosvětového příjmu.
Země s rezidenčním daňovým systémem obvykle umožňují úlevy na daních. Mnoho zemí také podepisuje smlouvy o zdanění s cílem vyloučit nebo snížit dvojí zdanění.
Země nemusí nutně používat stejný systém zdanění pro jednotlivce i korporace. Například Francie používá rezidenční systém pro jednotlivce, ale teritoriální systém pro korporace, zatímco Singapur naopak, a Brunej zdaňuje korporační, ale nikoli osobní příjem.

## Daň z příjmů v Česku
V Česku tuto daň upravuje zákon č. 586/1992 Sb., o daních z příjmů. Obecně dodavatel ze svého zisku z obchodu odvede státu část, kterou nazýváme daní z příjmu. Daň z příjmu se dělí na
- daň z příjmů fyzických osob a
- daň z příjmů právnických osob.

### Daň z příjmů fyzických osob
Předmětem daně jsou tyto kategorie příjmů: příjmy ze závislé činnosti, příjmy ze samostatné činnosti, příjmy z kapitálového majetku, příjmy z nájmu, ostatní příjmy.
Příjmem se zde rozumí příjem jak peněžní, tak nepeněžní. Pokud se jedná o příjem nepeněžní, musí být nejprve oceněn, neboli musí být stanovena jeho finanční hodnota. Jedním ze způsobů, jak lze ocenit nepeněžitý příjem je využití právního předpisu, který upravuje oceňování majetku.
Od daně z příjmů jsou osvobozeny příjmy uvedené v § 4 ZDP. Do těchto příjmů zahrnujeme například daňový bonus, kurzový zisk, příjmy z prodeje rodinného domu, pokud v něm prodávající bydlel nejméně 2 roky před prodejem, příplatek nebo příspěvek k důchodu, ocenění v oblasti kultury a další.
Předmětem daně z příjmů dle ZDP nejsou příjmy získané nabytím akcií nebo podílových listů, příjem plynoucí z titulu spravedlivého zadostiučinění přiznaného Evropským soudem pro lidská práva, majetkovou restitucí, darováním nemovitosti, movité věci nebo majetkového práva, příjmy z rozšíření nebo vypořádání společného jmění manželů a další uvedené v § 3 odst. 4 ZDP.

### Daň z příjmů právnických osob
Daň z příjmů právnických osob se týká všech právnických osob, snižuje jejich čistý zisk. Platí se na základě přiznání k dani z příjmu právnických osob nebo je vybírána srážkou.

### Registrace k dani z příjmů
Každý subjekt má povinnost registrovat se k platbám daně z příjmů.
- U fyzických osob v pracovním poměru tuto registraci provádí zaměstnavatel.
- Podnikatelské subjekty (OSVČ a právnické osoby) mají povinnost se zaregistrovat samy.

Registraci je nutné provést do 30 dnů od zapsání do veřejného rejstříku u místně příslušného finančního úřadu. U podnikající fyzické osoby dle jejího trvalého bydliště, u právnické osoby podle sídla. Subjekt je následně povinen za uplynulý kalendářní rok podat daňové přiznání, pokud jeho příjmy byly vyšší než 15 000 Kč (s výjimkou osvobozených příjmů a příjmů daněných daní srážkovou). Ale podává se vždy v případě daňové ztráty kvůli jejímu započtení.
Jestliže fyzická osoba nepodepsala prohlášení k dani  a měla za uplynulý rok příjmy ze závislé činnosti dle § 6 alespoň ve výši 6 000 Kč, opět musí podat daňové přiznání.
Daňové přiznání k dani z příjmu FO je v ČR obecně povinen podat ten poplatník, jehož zdanitelné roční příjmy převyšují částku 15 000 Kč. Daňové přiznání není mimo jiné povinen podat poplatník, který nemá jiné příjmy než příjmy ze závislé činnosti vykonávané v zahraničí, které jsou vyjmuty ze zdanění dle § 38f ZDP.

## Daň z příjmů v USA
Federální daň z příjmu byla v USA umožněna změnou americké ústavy prostřednictvím 16. dodatku (Kongresem schváleného 2. července 1909). Tzv. tax protesters považují 16. dodatek za neústavní nebo z jiného důvodu neplatný. Ústavnost federální daně z příjmu je jedním z témat filmu America: From Freedom to Fascism, který v roce 2006 natočil americký režisér Aaron Russo.
Daň z příjmů a řada dalších daní by mohla být nahrazena jednotnou federální daní uvalenou na maloobchodní prodeje tzv. Fair Tax, která existuje ve formě návrhu zákona od roku 1999 projednávaného pouze ve výborech. Od roku 1994 existuje nevládní organizace Americans For Fair Taxation, která podporuje daňovou reformu založenou na Fair Tax. Publicitu získal návrh v průběhu prezidentské kampaně v roce 2008.

## Daň z příjmů ve Velké Británii

### Daň z příjmů fyzických osob
Daň z příjmů fyzických osob je daní, která se platí z příjmů dosažených v daném roce. Mezi tyto příjmy patří: příjmy z pracovního poměru, příjmy ze samostatné výdělečné činnosti, některé státní dávky, státní, firemní i osobní penze, úroky z úspor, dividendy, příjmy z nájmu a příjmy z fondů.
Dani z příjmu fyzických osob podléhají fyzické osoby. Povinnost zdaňovat své příjmy mají rezidenti, ale i nerezidenti, jež zdaňují pouze příjmy, které mají zdroj na území Spojeného království. Za rezidenta se zde považuje poplatník, který má na území Spojeného království trvalé bydliště, nebo se na jeho území zdržuje minimálně po 183 dní v roce, anebo pokud jeho návštěvy za poslední 4 roky přesáhly v průměru 91 dní v roce (rezidentem se v tomto případě stává v pátém roce).
Sazba daně se určuje podle výše příjmů z výdělečné činnosti, očištěných o odčitatelné položky a položky od daně osvobozené.
Sazba 0 % se nazývá počáteční míra úspor a je použita, pokud má poplatník nižší příjem než £5 000 za daňový rok. V tomto případě se příjmy berou jako osvobozené. Pokud je však příjem po odečtení osobních příspěvků vyšší než £5 000, sazba 0 % být použita nemůže. Sazbu 20 % použijeme pro příjmy do £31 785, 40 % pak pro příjmy v kategorii £31 786 až £150 000 a sazbu 45 % pro příjmy přesahující £150 000.

### Daň z příjmů právnických osob
Tato daň je ve Velké Británii upravena zákonem Corporation Tax Act.
Dani z příjmů právnických osob podléhají společnosti s ručením omezeným, akciové společnosti, družstevní nebo jiné občanské sdružení, charitativní organizace, veřejně prospěšné společnosti, nebo také nerezidentní společnosti mající pobočku ve Velké Británii. Daň z příjmů právnických osob se vypočítává ze zdanitelného zisku zahrnujícího zisky ze zdanitelného příjmu (investiční či obchodní zisk); kapitálové zisky (zpravidla vznikají prodejem, výměnou, nebo převodem⁠ pozemků, akcií, cenných papírů, obchodních pozemků).